# Vladimir Vernadskij
Vladimir Ivanovitj Vernadskij (ryska: Владимир Иванович Вернадский) född 12 mars (28 februari g.s.) 1863 i Sankt Petersburg, död 6 januari 1945 i Moskva, var en rysk och sovjetisk mineralog och geokemist  av ukrainsk härkomst, som anses vara en av grundarna av geokemi, biogeokemi och radiogeologi. Han är mest känd för boken "Биосфера" (Biosfären) från 1927, där han oavsiktligt populariserade Eduard Suess term biosfär, genom hypotesen att livet är den geologiska kraft som formar jorden. Han är också känd som grundaren av Ukrainska vetenskapsakademin, nu Ukrainas nationella vetenskapsakademi.

## Biografi
Vernadskij var son till den ryske kejserliga ekonomen Ivan Vernadskij och musikinstruktören Anna Petrovna Konstantinovna, båda födda i Kiev. Enligt familjelegenden var hans fars förfäder zaporogiska kosacker. Fadern Ivan Vernadskij hade varit professor i politisk ekonomi i Kiev vid Kejserliga universitetet Sankt Vladimir innan han flyttade till Sankt Petersburg. Där var han aktivt statsråd och arbetade i den regerande senaten i Sankt Petersburg. Vladimirs mor var en rysk adelskvinna av ukrainsk kosackhärkomst. Vladimir Vernadskij utexaminerades från Sankt Petersburgs universitet 1885. Eftersom positionen som mineralog vid universitetet var ledig, och markforskaren Vasilij Dokutjajev och geologen Aleksej Petrov hade undervisat i mineralogi ett tag, valde Vernadskij att gå in för mineralogi.
Medan han försökte hitta ett ämne för sin doktorsexamen reste han först till Neapel för att studera under handledning av kristallografen Arcangelo Scacchi, som var senil vid den tiden. Scacchis tillstånd ledde Vernadskij att åka till Tyskland för att studera under Paul Groth. Han lärde sig där att använda Groths moderna utrustning, som inkluderade en maskin för att studera kristallernas optiska, termiska, elastiska, magnetiska och elektriska egenskaper. Han fick också tillgång till fysiklabbet hos Leonhard Sohncke (Direktor, Physikalisches Institut der Universität Jena, 1883-1886; Professor der Physik an der Technischen Hochschule München 1886 -1897), som studerade kristallisering under den perioden. 
.

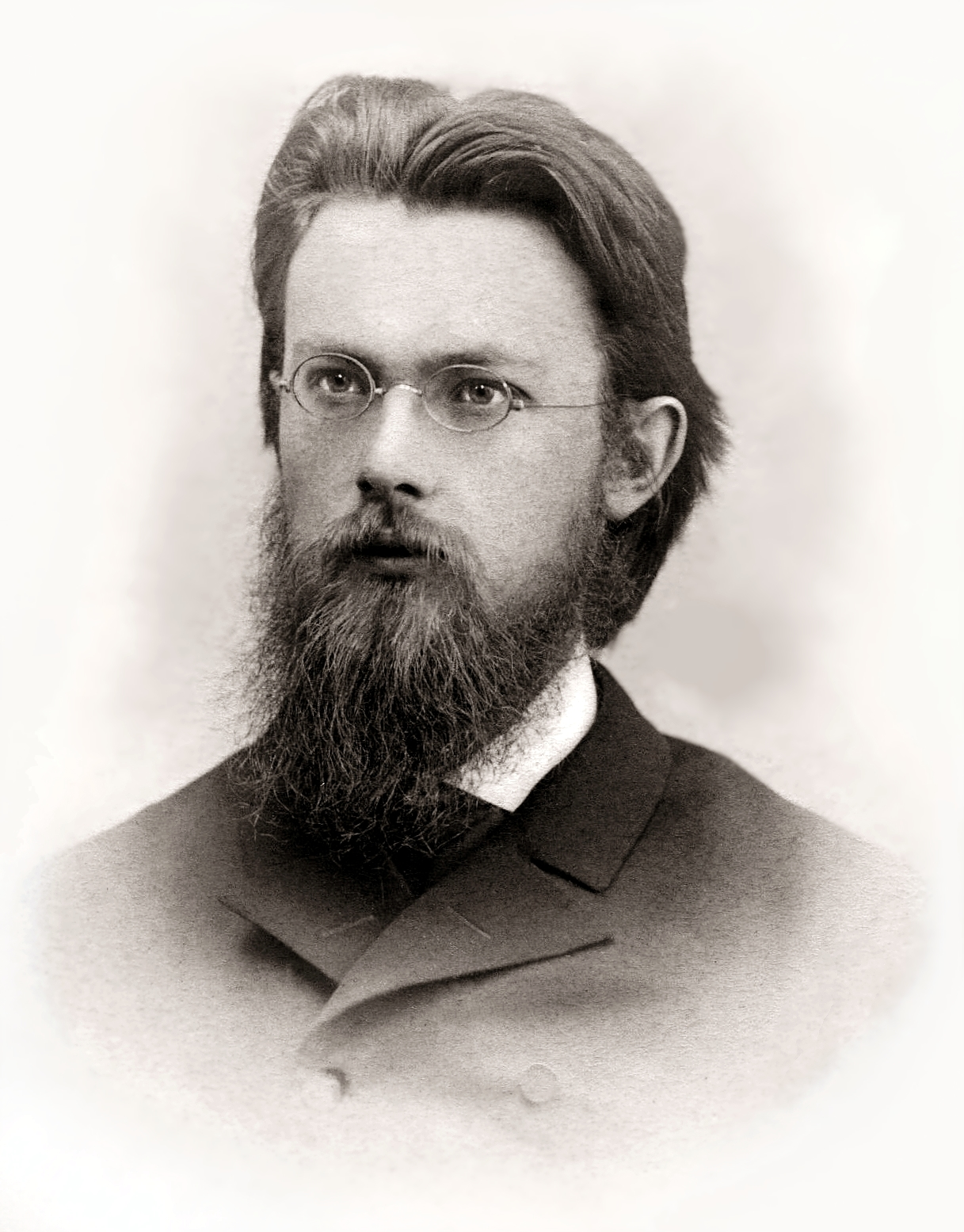
Vladimir Vernadskij i Paris 1889

Ifråga om religiösa åsikter var Vernadskij ateist. Han var intresserad av hinduism och Rig Veda.
Vernadskijs son George Vernadsky (1887–1973) emigrerade till USA där han publicerade ett flertal böcker om medeltida och modern rysk historia.
Ukrainas nationalbibliotek, Tavrida National V.I. Vernadsky University på Krim och många gator och avenyer i Ukraina och Ryssland är uppkallade efter Vladimir Vernadskij. 
UNESCO sponsrade en internationell vetenskaplig konferens, "Globalistics-2013", vid Moskvas universitet den 23–25 oktober 2013, för att hedra Vernadskijs 150-årsdag.

## Karriär och vetenskapligt arbete

### Politisk verksamhet
Vernadskij deltog i zemstvos första generalkongress, som hölls i Sankt Petersburg strax före den ryska revolutionen 1905 för att diskutera hur man bäst kan pressa regeringen till det ryska samhällets behov. Han blev medlem av det liberala konstitutionella demokratiska partiet (KD) och hade plats i parlamentet, men avgick för att protestera mot tsarens förtida stängning av duman. Han tjänstgjorde därefter som professor och senare vicerektor för Moskvas universitet, från vilken han också avgick 1911 i protest mot regeringens reaktionära politik.
Efter första världskrigets början antogs hans förslag om inrättandet av kommissionen för studier av de naturliga produktiva krafterna (KEPS) av Imperial Academy of Sciences i februari 1915. Han publicerade Kriget och vetenskapens framsteg där han betonade betydelsen av vetenskap angående till dess bidrag till krigsinsatsen.
Efter februarirevolutionen 1917 arbetade han i flera jordbruks- och utbildningskommissioner i den provisoriska regeringen, bland annat som biträdande utbildningsminister.

### Vetenskapligt arbete
Vernadskij populariserade först begreppet noosfär och fördjupade idén om biosfären till den betydelse som till stor del erkänns av dagens vetenskapliga samhälle. Ordet "biosfär" uppfanns av den österrikiske geologen Eduard Suess, som Vernadskij träffade 1911.
I Vernadskijs teori om jordens utveckling är noosfären det tredje steget i jordens utveckling, efter geosfären (livlös materia) och biosfären (biologiskt liv). Precis som livets uppkomst i grunden förvandlade geosfären, kommer framväxten av mänsklig kognition i grunden att omvandla biosfären. I denna teori är principerna för både liv och kognition väsentliga egenskaper i jordens evolution, och måste ha varit implicita i jorden hela tiden. Denna systemiska och geologiska analys av levande system kompletterar Charles Darwins teori om naturligt urval, som tittar på varje enskild art, snarare än på dess förhållande till en subsumptionsprincip.
Vernadskijs visionära uttalanden var inte allmänt accepterade i västvärlden. Han var dock en av de första forskarna som insåg att syret, kvävet och koldioxiden i jordens atmosfär är resultatet av biologiska processer. Under 1920-talet publicerade han verk som hävdade att levande organismer kunde omforma planeterna lika säkert som vilken fysisk kraft som helst. Vernadskij var en viktig pionjär för de vetenskapliga grunderna för miljövetenskaperna.
Vernadskij var medlem av ryska och sovjetiska vetenskapsakademier sedan 1912 och var grundare och första ordförande för Ukrainska vetenskapsakademin i Kiev (1918). Han var en av grundarna av Ukrainas Nationalbibliotek och arbetade nära "Tavrida University" på Krim. Under ryska inbördeskriget var han värd för sammankomster av de unga intellektuella som senare grundade émigré Eurasianism-rörelsen.
I slutet av 1930-talet och början av 1940-talet spelade Vernadskij en tidig rådgivande roll i det sovjetiska atombombsprojektet, som en av de mest kraftfulla rösterna som argumenterade för exploatering av kärnkraft, kartläggning av sovjetiska urantillgångar och att ha kärnklyvningsforskning vid hans Radiuminstitut. Han dog dock innan ett fullständigt projekt fullföljdes.